# Milerock Football Club
O Milerock Football Club é um clube de futebol sul-americano da cidade de Linden, na Guiana. 
Fundado em 1972, teve como maior conquista o campeonato nacional em 1995. Atualmente, compete na GFF Elite League e na Upper Demerara League. Possui também um time de futsal, que disputa os campeonatos nacional e regional.